# Warrawoona

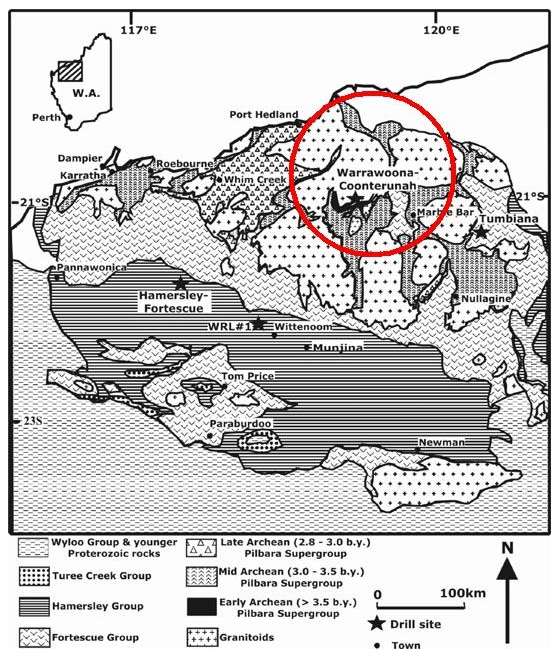
Warrawoona e Austrália Ocidental mostrando a classificação geológica.

Warrawoona é uma região da Austrália Ocidental localizada na província de Pilbara, daí a formação geológica ser chamada de "bloco de Pilbara". A região é local do cinturão de Warrawoona, uma área geológica que é o local da descoberta do grupo de Warrawoona de fósseis. Estes fósseis, que terão mais de 3500 milhões de anos, são considerados o mais antigo registro geológico da vida sobre a Terra.

## História
D. R. Lowe e de M. R. Walter e colaboradores comunicaram em 1980 a descoberta de estromatólitos em formação de 3,4 a 3,5 bilhões de anos na região de Pilbara. Estes indicavam maior grau de diferenciação biológica que as esférulas isoladas descritas em 1976 por M. D. Muir e P. R. Grant, ou díades, pares de esférulas, anteriormente descritas por A. A. Knoll e E.S. Barghoorn. A origem biológica desses estromatólitos foi entretanto contestada, pois neles não se encontraram diretamente fósseis de cianobactérias e foi possível explicar sua formação por meios indiretos.
Em 1983 foram descobertos fósseis na forma de microbianos filamentosos, por S. M. Awramik e colaboradores, no sílex de Warrawoona. Estes filamentos fósseis tubulares sugerem que no Arqueano Superior já se desenvolvera essa característica muito bem sucedida de formação de estromatólitos. Fósseis da mesma formação foram posteriormente também analisados por J.W. Schopf e B.M. Packer (1987), confirmando que se incluiam cianobactérias de 3,3 a 3,5 bilhões de anos atrás.